# Nhà hoạt động nhân quyền
Nhà hoạt động nhân quyền là một thuật ngữ chỉ những người đấu tranh bảo vệ hoặc thúc đẩy nhân quyền bằng biện pháp hòa bình. Họ có thể hoạt động cùng nhau trong các nhóm, tổ chức hoặc phong trào nhân quyền.

## Tuyên ngôn Liên Hợp Quốc về bảo vệ nhà nhân quyền
Ngày 09 tháng 12 năm 1998 Liên Hợp Quốc đã thông qua Tuyên ngôn về quyền và nghĩa vụ của các nhà hoạt động nhân quyền, công nhận quyền và nghĩa vụ của các cá nhân, nhóm và tổ chức dân sự có các hoạt động thúc đẩy và bảo vệ các giá trị nhân quyền phổ dụng và các quyền tự do cơ bản. Điều này đã tạo tạo bước ngoặt lịch sử trong công tác bảo vệ những người phải thường xuyên đối mặt với hiểm nguy để thúc đẩy quyền con người trên khắp thế giới. Những điều luật này cũng bảo vệ họ khỏi các âm mưu xấu xa của các tổ chức hay các chính thể độc tài.
Tuyên ngôn trên cũng tiêu chuẩn hóa các biện pháp bảo vệ các nhà hoạt động nhân quyền toàn thế giới. Nó công nhận tính hợp pháp của hoạt động nhân quyền, sự cần thiết phải có hoạt động này và bảo vệ những người tham gia. Theo tuyên ngôn này thì nhà hoạt động nhân quyền được định nghĩa là bất kỳ ai đấu tranh thúc đẩy và bảo vệ nhân quyền. Định nghĩa rộng này bao quát từ các nhà hoạt động chuyên nghiệp cho tới nghiệp dư, các tình nguyện viên, nhà báo, luật sư, và bất kỳ ai có hành động thúc đẩy nhân quyền ở bất kỳ mức độ nào.
Các quyền được Tuyên ngôn bảo vệ bao gồm quyền được phát triển và thảo luận các ý tưởng về nhân quyền, quyền được chỉ trích và góp ý với các cơ quan công quyền; quyền được nhận trợ giúp pháp lý hoặc các dịch vụ khác nhằm mục đích bảo vệ nhân quyền; quyền được tham dự các vụ xử án; quyền được tiếp cận và trao đổi thông tin với các tổ chức phi chính phủ và đa quốc gia; quyền tiếp nhận các nguồn lực vì mục đích bảo vệ nhân quyền, bao gồm nhận hỗ trợ tài chính từ nước ngoài.
Các quốc gia có trách nhiệm tôn trọng tất cả các điều khoản của Tuyên ngôn. Đặc biệt, các chính quyền phải bảo vệ các nhà hoạt động nhân quyền khỏi bất kỳ sự trả thù hay bôi nhọ nào do hoạt động vì nhân quyền của họ mà ra. Nghĩa vụ bảo vệ các nhà hoạt động nhân quyền không chỉ giới hạn ở các cơ quan nhà nước mà còn mở rộng ra các tổ chức phi chính phủ, các tập đoàn, các nhóm hay cá nhân dân sự.

## Các giải thưởng dành cho các nhà hoạt động nhân quyền
- Giải Nobel Hòa Bình cũng có thể được trao cho một nhà hoạt động nhân quyền vì nỗ lực bảo vệ những quyền cơ bản nhất của con người. Lưu Hiểu Ba đã được trao giải Nobel Hòa Bình năm 2010 vì sự nghiệp đấu tranh bất bạo động và bền bỉ của ông cho nhân quyền tại Trung Quốc.
- Giải tưởng niệm Thorolf Rafto
- Giải thưởng Sakharov
- Giải Martin Ennals dưới sự hợp tác của vài tổ chức phi chính phủ. Giải thưởng được đặt theo tên của nhà hoạt động nhân quyền nổi tiếng Martin Ennals, nguyên tổng thư ký của tổ chức Ân xá quốc tế.[2]
- Giải thưởng Human Rights Defender Award là giải thưởng cao nhất của tổ chức Theo dõi nhân quyền
- Giải thưởng Human Rights Defenders Tulip do chính phủ Hà Lan sáng lập năm 2008.

## Tình trạng bảo vệ nhân quyền ở Việt Nam
Theo Tiến sĩ Nguyễn Quang A: "Có nhiều loại nhân quyền, như quyền của người khuyết tật, quyền người nhiễm HIV, quyền phụ nữ, dân tộc thiểu số, quyền làm kinh tế. Nếu là những tổ chức bảo vệ cho các quyền đó thì họ có thể đăng ký hoạt động đàng hoàng ở Việt Nam. Tuy nhiên những người bảo vệ quyền tự do ngôn luận, bảo vệ quyền tù nhân thì bị chính quyền coi là nhạy cảm và gây khó khăn, có muốn đăng ký cũng không được. Họ coi những tổ chức đó là bất hợp pháp."

## Hoạt động

### Việt Nam
- Một cuộc tọa đàm về 'Cơ chế của Liên Hợp Quốc về Bảo vệ Người bảo vệ Nhân quyền' đã diễn ra vào ngày 26 tháng 11 tại cơ sở sinh hoạt của Nhà thờ Thái Hà ở Hà Nội do hai tổ chức Diễn đàn Xã hội Dân sự và Vietnam UPR Working Group thực hiện. Trong số những người tham dự có một đại diện của khối Liên hiệp châu Âu, bảy đại diện từ các đại sứ quán của Hoa Kỳ, Anh quốc, Úc và nhiều nước khác. Theo tiến sĩ Nguyễn Quang A, một trong những người chủ trì, "Mục tiêu cuộc tọa đàm thực chất là để giới thiệu cho công chúng Việt Nam, những người trong bộ máy công quyền hiểu rõ những người bảo vệ nhân quyền là ai, có những quyền gì và nghĩa vụ của nhà nước là ra sao."[3][4][5][6]